# Apol
Az Apol női név az Apollónia becenevéből önállósult.

## Rokon nevek
Apollónia, Apolka, Polla, Pólika

## Gyakorisága
Az újszülötteknek adott nevek körében az 1990-es években szórványos volt. A 2000-es és a 2010-es években sem szerepelt a 100 leggyakrabban adott női név között.
A teljes népességre vonatkozóan az Apol sem a 2000-es, sem a 2010-es években nem szerepelt a 100 leggyakrabban viselt női név között.

## Névnapok
január 28., február 9., március 8., július 7.